# Вильгельм I (курфюрст Гессена)
Вильгельм I (нем. Wilhelm I. von Hessen-Kassel; 3 июня 1743, Кассель — 27 февраля 1821, там же) — германский монарх. Под именем Вильгельм IX был графом Гессен-Ганау c 1 февраля 1760 по 31 октября 1785 (регентом в Ганау при Вильгельме с 1 февраля 1760 до 13 октября 1764 была его мать — Мария Ганноверская), с 13 октября 1764 года — регент, а с 31 октября 1785 года — ландграф Гессен-Кассельский (также как Вильгельм IX), с 15 мая 1803 года — под именем Вильгельм I — курфюрст Гессенский.

## Биография
Родился в семье кронпринца Гессен-Касселя Фридриха и принцессы Марии Ганноверской, сестры английского короля Георга III. Образование получил в Гёттингенском университете, позднее учился в Дании.
После того, как отец Вильгельма, кронпринц Фридрих перешёл в католичество, отец Фридриха, ландграф Вильгельм VIII постарался как можно сильнее ограничить власть своего сына после того, как правление в Гессене перейдёт к тому в руки. Для этого Вильгельм VIII вновь выделяет из Гессен-Касселя старое графство Ганау-Мюнценберг, бывшее ранее самостоятельным, и перешедшее к Гессен-Касселю лишь в 1736 году, после смерти там последнего графа Ганау, Иоганна-Рейнгарда III. Правителем и своим наследником в этом графстве Ганау Вильгельм VIII делает своего внука-тёзку. Таким образом, после смерти деда 1 февраля 1760 года Вильгельм IX получает графство Ганау. До его совершеннолетия, объявленного 13 октября 1764, регентом при принце была его мать Мария.
Вильгельм IX был правителем, придерживавшимся в своей политике положений княжеского абсолютизма. Широко практиковал торговлю гессенскими солдатами за пределами своего государства, что приносило ему колоссальные доходы и сделало одним из богатейших немецких князей своего времени. Своё громадное состояние, которым управлял франкфуртский банкир Майер Амшель Ротшильд, Вильгельм сумел сохранить даже в коллизиях наполеоновских войн.
В качестве личной резиденции, где можно было уединиться, Вильгельм построил замок Лёвенбург на высоком холме к востоку от главного дворца Вильгельмсхёэ.
В 1803 году Вильгельм IX удостаивается титула курфюрста (под именем Вильгельма I).
Отказавшись вступать в образованный Наполеоном Рейнский союз, в 1806 году, с началом франко-русско-прусской войны 1806—1807 годов, Вильгельм I объявил свою страну нейтральной и частично мобилизовал армию, после чего Наполеон оккупировал Кургессен. Курфюрст вынужден был покинуть родину и отправиться и изгнание — сперва в Гольштейн, затем в Прагу. Большая часть Гессен-Касселя французами была включена в новообразованное королевство Вестфалия, его южные районы (Ганау-Мюнценберг) в 1806—1810 управлялись напрямую французскими военными властями, а в 1810—1813 входили в Великое герцогство Франкфуртское.
В 1813 году Кургессен как государство было восстановлено. На Венском конгрессе Вильгельм I попытался превратить Гессен в королевство, а себя требовал признать «королём хаттов», однако за ним был только признан титул курфюрста, правда, с личным обращением «королевское высочество».
В политическом отношении Вильгельм I следовал реакционной, консервативной политике, выступал противником назревших в государстве реформ, что распространялось даже на мелочи. Так, в армии и при дворе были возвращено ношение мужчинами напудренных париков. Такое положение дел вызывало недовольство многих его подданных.

## Личная жизнь
В 1764 году Вильгельм IX женится на принцессе Вильгельмине Каролине Датской (1747—1820), которая приходилась ему двоюродной сестрой (их матери были родными сёстрами). 
В этом браке родились 5 детей:
- Мария Фридерика (14 сентября 1768 — 17 апреля 1839), в 1794—1817 годах была замужем за Алексиусом Фридрихом Кристианом, князем Ангальт-Бернбурга.
- Каролина Амалия (11 июля 1771 — 22 февраля 1848), с 1802 года замужем за Августом, герцогом Саксен-Гота-Альтенбурга.
- Фридрих (8 августа 1772 — 20 июля 1784), умер в возрасте 11 лет.
- Вильгельм II (28 июля 1777 — 20 ноября 1847), курфюрст Гессена.

Кроме супруги, Вильгельм I сожительствовал с многочисленными любовницами, от которых имел несколько десятков детей:
- от отношений с Шарлоттой Кристиной Буссине родилось 4 детей:
  - Вильгельм фон Геймрод (16 июля 1775 — 6 января 1811), женат не был. Детей не имел.
  - Карл фон Геймрод (19 июля 1776 — 13 мая 1827), 30 мая 1803 женился на баронессе Шарлотте фон Стокхаузен (1781—1855). У них родилось 7 детей.
  - Фридрих фон Геймрод (9 августа 1777 — 30 октября 1777), умер в младенчестве.
  - Фридрих фон Геймрод (1778 — 3 сентября 1813), женат не был. Имел одного внебрачного сына. Погиб во время Наполеоновских войн.
- от отношений с Розой Доротеей Риттер, возведённой в баронское звание родилось 8 детей:
  - Вильгельм Карл фон Гайнау (24 декабря 1779 — 21 января 1856), Гессенский генерал-лейтенант. Был женат четыре раза. Имел 7 детей от всех браков.
  - Георг Вильгельм фон Гайнау (27 февраля 1781 — февраль 1813), 14 апреля 1808 года женился на Шарлотте фон Вильдунген (1782—1858). У них родилось 3 детей. Погиб во время похода Наполеона в Россию.
  - Филипп Людвиг фон Гайнау (18 мая 1782 — 5 июня 1843), камергер маркграфа Бадена. 24 февраля 1821 года женился на Вильгельмине фон Зепелин (1791—1852). У них родилось 2 детей.
  - Вильгельмина фон Гайнау (20 июля 1783 — 27 мая 1866), 6 апреля 1801 года вышла замуж за Карла фон Хансштейна (1772—1861). У них родилось 7 детей.
  - Мориц фон Гайнау (4 июля 1784 — 9 сентября 1812), 6 января 1809 года женился на Анне фон Вурмб (1789—1872). У них родилось 2 детей. Погиб во время похода Наполеона в Россию.
  - Мария София фон Гайнау (11 сентября 1785 — 21 апреля 1865), 9 апреля 1805 года вышла замуж за Вильгельма фон Винцигероде (1782—1819). У них родился один сын.
  - Юлиус Якоб фон Гайнау (14 октября 1786 — 14 марта 1853), австрийский фельдцейхмейстер. 28 октября 1808 года женился на Терезе фон Троенфельс (1787—1851). У них родилась одна дочь.
  - Отто фон Гайнау (12 июня 1788 — до 24 мая 1792), умер в детстве.
- от отношений с Каролиной Шлотхейм родилось 10 детей:
  - Вильгельм Фридрих фон Гессенштейн (23 июня 1789 — 26 апреля 1790), умер в младенчестве.
  - Вильгельм Карл фон Гессенштейн (19 мая 1790 — 22 марта 1867), 22 сентября 1820 года женился на Ангелике фон Остен-Сакен (1802—1852). У них родилась одна дочь.
  - Фердинанд фон Гессенштейн (19 мая 1791 — 15 декабря 1794), умер в детстве.
  - Каролина Фридерика фон Гессенштейн (9 июня 1792 — 21 августа 1797), умерла в детстве.
  - Августа Вильгельмина фон Гессенштейн (22 августа 1793 — 1 июня 1795), умерла в младенчестве.
  - Людвиг Карл фон Гессенштейн (11 августа 1794 — 17 ноября 1857), 28 марта 1818 года женился на Августе фон Пюклер (1794—1861). Брак был бездетным, но по некоторым источникам, у него был внебрачный сын Вильгельм 1826 года рождения[3].
  - Фридерика фон Гессенштейн (16 октября 1795 — 23 сентября 1855), 28 января 1824 года вышла замуж за Вильгельма фон Штойбера (1790—1845). У них родилось 2 или 5 детей.
  - Вильгельм Людвиг фон Гессенштейн (28 июля 1800 — 16 января 1836), был дважды женат. Имел 3 детей от обоих браков.
  - Фридрих Людвиг фон Гессенштейн (8 февраля 1803 — 8 сентября 1805), умер в детстве.
  - Каролина фон Гессенштейн (16 февраля 1804 — 18 марта 1891), 21 января 1822 года вышла замуж за Карла фон Штенглина (1791—1871). У них родилось 4 детей.